# Tourlaville

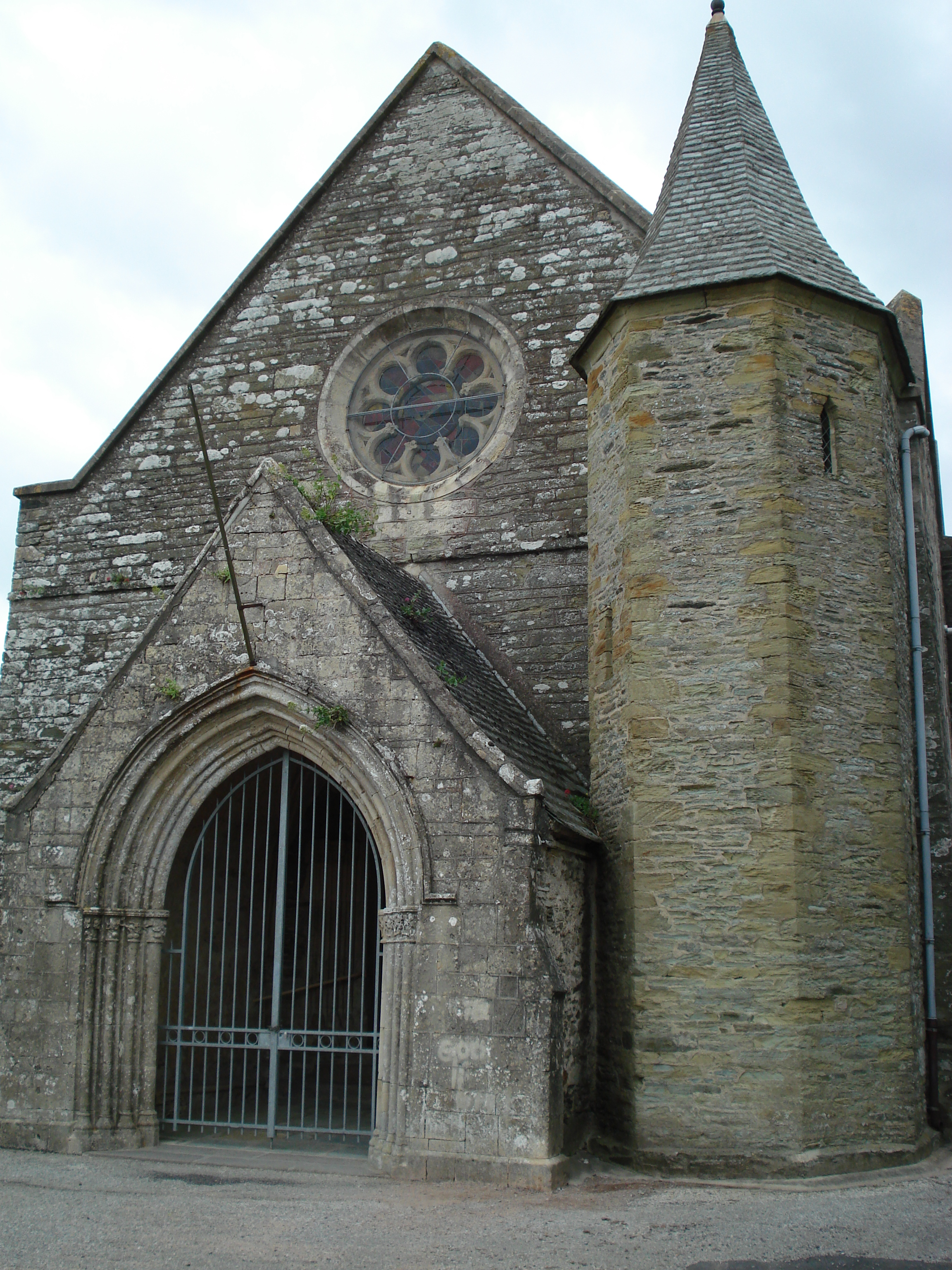
Chiesa di Notre Dame

Tourlaville era un comune francese di 16 574 abitanti situato nel dipartimento della Manica nella regione della Bassa Normandia; dal 1º gennaio 2016 fa parte, come comune delegato, del nuovo comune di Cherbourg-en-Cotentin.

## Storia
Il 1º gennaio 2016, i comuni di Cherbourg-Octeville, Équeurdreville-Hainneville, La Glacerie, Querqueville e Tourlaville si sono uniti per formare il nuovo comune di Cherbourg-en-Cotentin.

### Simboli
Lo stemma era stato adottato dal comune il 27 maggio 1949.

## Società

### Evoluzione demografica
Abitanti censiti